# Lennart Bergqvist
Thorsten Lennart Bergqvist, född 31 maj 1932 i Uddevalla församling i Göteborgs och Bohus län, död 26 juli 2019 i Uddevalla distrikt i Västra Götalands län, var en svensk militär.

## Biografi
Bergqvist blev officersaspirant vid Bohusläns regemente 1953 och avlade studentexamen vid Försvarets läroverk 1956. Han avlade officersexamen vid Krigsskolan 1957 och utnämndes samma år till fänrik vid Bohusläns regemente, som han tillhörde till 1971. Han befordrades till löjtnant 1959 och till kapten 1966. Han erhöll tjänst vid Försvarsstaben 1971, befordrades till major 1972 och till överstelöjtnant 1974. Han var chef för Sektion 2 vid staben i Bergslagens militärområde 1977–1980 och utnämndes till överstelöjtnant med särskild tjänsteställning 1979. År 1983 befordrades han till överste, varpå han var ställföreträdande regementschef tillika personalkårchef vid Värmlands regemente och chef för Värmlandsbrigaden 1983–1988. Bergqvist var chef för Bergslagens värnpliktskontor 1988–1990 och chef för Bohusläns regemente från den 1 juli 1990 till den 31 december 1991.